# Karin Tidbeck
Œuvres principales
- Amatka

Karin Margareta Steen Tidbeck, née le 6 avril 1977, est une autrice suédoise de science-fiction et de fantastique. Elle est également professeure d'écriture créative et traductrice. Elle vit à Malmö.

## Biographie
Karin Tidbeck fait ses débuts avec le recueil de Vem är Arvid Pekon? en 2010, suivi du roman Amatka en 2012. 
Son recueil de nouvelles Jagannath est publié en anglais, en 2012. Il est reçu favorablement par la critique. Gary K. Wolfe décrit Karin Tidbeck comme « l'une des voix les plus intéressantes de nouvelles de science-fiction depuis Margo Lanagan ». La nouvelle Augusta Prima remporte le prix Science-Fiction & Fantasy Translation en 2013.
La traduction en anglais de Amatka est publiée en 2017, la traduction française, en 2018. Il s'agit d'une dystopie inspirée de 1984 et qui dépeint un monde où le langage a le pouvoir de créer le monde. On y suit Vanja, responsable d'une étude de marché sur les besoins en produits hygiéniques à Amatka, société collectiviste qui vit dans la glace.

## Œuvres

### Romans
- Amatka, La Volte, 2018 ((sv) Amatka, Mix, 2012), trad. Luvan, 217 p.  (ISBN 978-2-37049-059-9)Réédition, Gallimard, coll. « Folio SF » no 642, 2019, 320 p. (ISBN 978-2-07-282277-3)
- (sv) The Memory Theater, 2021

### Nouvelles publiées en français
- Appel aux Armes pour la défense des droits des auteurs décédés, 2017 ((sv) Ett upprop för döda författares rättigheter, 2014), trad. Cécile DuquenneLue par Ségolène Janne d’Othée in Coliopod podcast, épisode 9[9]. Parue initialement en 2015 dans les pages de la revue Uncanny Magazine (no. 7, novembre/décembre 2015).
- Sing, 2019 ((en) Sing, 2013), trad. Mathieu PriouxParue dans la revue Angle mort no 13[10]. Paru initialement le 17 avril 2013 en anglais chez Tor Books.

### Recueils de nouvelles
- (sv) Vem är Arvid Pekon?, L'Homme Av Skugga, 2010
- (sv) Jagannath, Effronté Frawg, 2012

## Prix et distinctions
- Prix de la Science Fiction and Fantasy Translation, 2013 pour Augusta Prima